# Liga Portuguesa de Futsal
Campeonato da 1ª Divisão de Futsal (također portugalski Liga Portuguesa de Futsal, Campeonato Português de Futsal) je najviši rang portugalskog prvenstva u futsalu. Liga je osnovana 1990. godine.

## Dosadašnji prvaci
| sezona    | prvak                    |
| --------- | ------------------------ |
| 1990./91. | Sporting CP Lisabon      |
| 1991./92. | Santos Venda Nova        |
| 1992./93. | Sporting CP Lisabon      |
| 1993./94. | Sporting CP Lisabon      |
| 1994./95. | Sporting CP Lisabon      |
| 1995./96. | Correio da Manhã         |
| 1996./97. | Miramar                  |
| 1997./98. | Correio da Manhã         |
| 1998./99. | Sporting CP Lisabon      |
| 1999./00. | Miramar                  |
| 2000./01. | Sporting CP Lisabon      |
| 2001./02. | AR Freixieiro Matosinhos |
| 2002./03. | Benfica Lisabon          |
| 2003./04. | Sporting CP Lisabon      |
| 2004./05. | Benfica Lisabon          |
| 2005./06. | Sporting CP Lisabon      |
| 2006./07. | Benfica Lisabon          |
| 2007./08. | Benfica Lisabon          |
| 2008./09. | Benfica Lisabon          |
| 2009./10. | Sporting CP Lisabon      |
| 2010./11. | Sporting CP Lisabon      |
| 2011./12. | Benfica Lisabon          |
| 2012./13. | Sporting CP Lisabon      |
| 2013./14. | Sporting CP Lisabon      |
| 2014./15. | Benfica Lisabon          |

## Poveznice
- uefa.com, stranica lige
- (portugalski) zerozero.pt
- futsalplanet.com, pregled portugalskih natjecanja  Arhivirana inačica izvorne stranice od 20. prosinca 2014. (Wayback Machine)
- futsalplanet.com, stara stranica - Portugal  Arhivirana inačica izvorne stranice od 24. rujna 2015. (Wayback Machine)
- UEFA Futsal Cup